# Gustave de Lamarzelle (1828-1900)
Gustave de Lamarzelle, né le 6 septembre 1828 à Vannes (Morbihan) et mort le 24 février 1900 à Sarzeau, est un imprimeur puis un distillateur, connu pour avoir fondé une importante distillerie en 1886 dans le golfe du Morbihan.

## Biographie
Gustave Jules Louis de Lamarzelle naît le 6 septembre 1828 à Vannes du mariage d'Alexandre de la Marzelle et de Julie Joséphine Charlotte de Manneville.
Le 25 janvier 1851 à Versailles, il épouse Françoise Elisabeth Lise Pain.
Il dirige l'imprimerie-librairie « de Lamarzelle » à partir d'octobre 1849 jusque vers 1880. Le 3 janvier 1853, il achète le château Sainte-Marguerite à Keralier, commune de Sarzeau. 
Il meurt le 24 février 1900 dans son château Sainte-Marguerite à Keralier, lieu-dit de la commune de Sarzeau.

## La «fine de Rhuys»

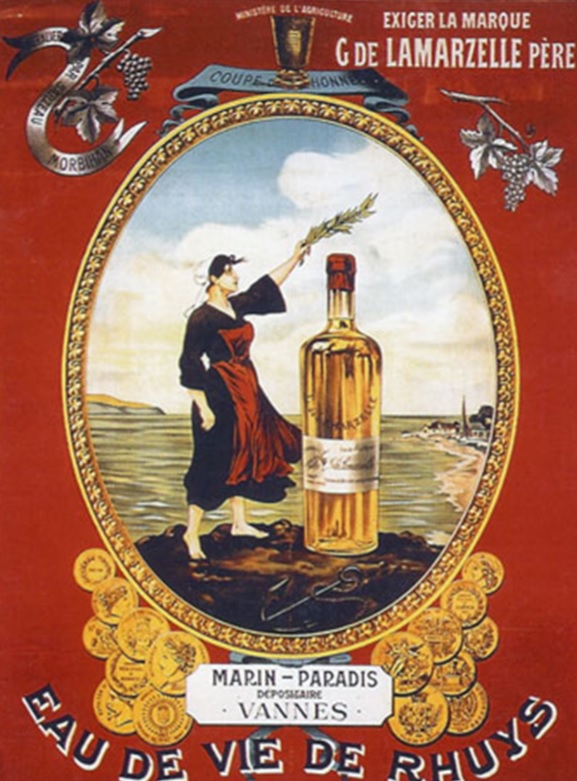
Affiche de promotion de l'eau-de-vie de Rhuys.

Il dépose en 1884 au greffe du tribunal de commerce de Vannes les marques « Eau de Vie de Rhuys », « Cognac de Rhuys » et en 1894, la marque « Fine Champagne de Rhuys ». Le premier texte législatif concernant les AOC datant de 1905, Gustave de Lamarzelle pouvait donc explicitement indiquer l'origine géographique « Rhuys ». Il y fonde en 1886la distillerie de la Fine Champagne de Rhuys qui produit de l'eau-de-vie de vin, principalement du cognac. L'eau-de-vie est vendue sous les marques « Eau-de-vie de Rhuys », « Cognac de Rhuys » et « Fine champagne de Rhuys ». Ces marques sont déposées dans une démarche de professionnalisation et c’est la première fois que des produits issus de la viticulture font explicitement référence à l’origine géographique : la presqu’île de Rhuys. « La fine de Rhuys » rencontre un succès rapide qui dépasse les frontières régionales et même hexagonales.
Gustave de Lamarzelle possède les 30 ha de « Gros plant B », vignobles de Beausoleil et alentours, dans la presqu'île de Bernon au nord du hameau de Brillac. Propriétaire également de vignes en Charente, il distille en 1886 l'ensemble de sa production à Keralier, lieu-dit de la commune de Sarzeau. 
L'entreprise est reprise par son gendre Barthélemy Le Gallais et par M. Roussin de Coët Ihuel. Ces petits vignobles vont beaucoup à souffrir de l'oïdium en 1870 puis du mildiou en 1878. En 1882, la presqu'île de Rhuys ne comptait plus que 713 hectares de vignes contre 1 600 ha auparavant. La surface de vignes remonte à 2 064 ha en 1896, une année exceptionnelle avec des rendements atteignant les 100 hl par ha dans les vignes, complantées en cépage folle blanche, du château de Keralier,.

## Pour approfondir